# Беннетт, Питер
Пи́тер Бе́ннетт (англ. Peter Bennett; 12 июня 1931[…], Портсмут, Гэмпшир — 9 августа 2022) — британский и американский физиолог, основатель и бывший президент и генеральный директор Divers Alert Network (DAN), некоммерческой организации, созданной для оказания помощи подводным дайверам, в ней нуждающимся. Он являлся профессором анестезиологии в Медицинском центре университета Дюка, а затем — старшим директором Центра гипербарической медицины и экологической физиологии Университета Дюка. Беннетт был признан ведущим специалистом по воздействию высокого давления на физиологию человека. С 1994 года являлся иностранным членом Российской академии наук.
Родился в Портсмуте, Гэмпшир, Англия. Работал в лаборатории физиологии Королевского военно-морского флота Великобритании около Портсмута в течение 20 лет, начиная с 1953 года. За это время он создал и возглавил военный и гражданский институт экологической медицины в Канаде. В Медицинском центре Университета Дьюка начал работать в 1981 году. С поста президента DAN был вынужден уйти в 2003 году, в том числе из-за обвинений в финансовых махинациях. С 2004 по 2007 год возглавлял Divers Alert Network. В 2007 году возглавил Подводное и гипербарическое медицинское общество США.